# Bogdan Sujak
Bogdan Sujak (ur. 18 maja 1924 w Bydgoszczy, zm. 7 marca 2023) – polski fizyk, specjalizujący się w fizyce ciała stałego, fizyce doświadczalnej oraz fizyce powierzchni ciała stałego, nauczyciel akademicki.

## Życiorys
Bogdan Sujak był synem zawodowego podoficera WP, a później oficera LWP Zenona i Władysławy z domu Żakowicz. Młodość spędził w Bydgoszczy. Ukończył prywatną szkołę podstawową im. Marii Regame, z francuskim językiem nauczania i dwie klasy gimnazjum ogólnokształcącego im. J. Piłsudskiego w Bydgoszczy. Podczas II wojny światowej od 1943 przebywał na robotach przymusowych w Lotaryngii. Po wkroczeniu armii amerykańskiej w 1945 był najpierw tłumaczem przy oddziałach 80. Armored Division armii amerykańskiej, a następnie tłumaczem i pełnomocnikiem Komitetu Polskiego z siedzibą w Altotting w Bawarii Górnej. Do kraju powrócił w październiku 1945. Ukończył kursy gimnazjalne dla dorosłych, najpierw w Bydgoszczy, a następnie w Katowicach. Swoje dorosłe życie od 1947 związał z Wrocławiem. Ukończył studia fizyczne na Uniwersytecie Wrocławskim. Na uczelni tej od 1949 przeszedł wszystkie szczeble kariery naukowej od asystenta do profesora. Był m.in. współtwórcą, a następnie w latach 1969–1974 i 1984–1987 dyrektorem Instytutu Fizyki Doświadczalnej UWr, a także wieloletnim kierownikiem Zakładu Fizyki Ciała Stałego. Zainicjował badania w zakresie wzbudzonej emisji (egzoemisji) elektronów  w badaniach kryształów. Był także twórcą polskiej szkoły fizycznej kriofizyki oraz wzbudzonej emisji elektronów i jonów. Autor lub współautor około 400 oryginalnych publikacji naukowych i 18 patentów. Wypromował 48 doktorów, spośród których 14 osób uzyskało stopień doktora habilitowanego, 3 osoby tytuł profesora, 11 osób stanowisko profesora, 3 osoby zostały mianowane docentami uzyskując samodzielność naukową.
Od lat 50. XX w. był związany także z Wyższą Szkołą Pedagogiczną w Opolu za sprawą swojego mistrza, prof. Jana Wesołowskiego. W latach 1963–1967 pełnił funkcję dziekana Wydziału Matematyczno-Fizycznego WSP w Opolu. W tym czasie forsował koncepcję, aby fizycy opolscy równocześnie z pracą dydaktyczną, prowadzili badania i eksperymenty naukowe. Wydatnie przyczynił się do rozwoju tutejszej kadry naukowej, promując aż 10 doktorów. Za jego kadencji powstały trzy nowe kierunki: mechaniczny, elektryczny i chemiczny. Niestety nie udało się wówczas doprowadzić do uzyskania przez wydział prawa do nadawania stopni doktorskich. 
Profesor Bogdan Sujak opublikował ok. 400 oryginalnych prac naukowych i uzyskał 18 patentów. Wypromował 48 doktorów, spośród których 14 osób uzyskało stopień doktora habilitowanego, 3 osoby tytuł profesora, 11 osób stanowisko profesora, 3 osoby zostały mianowane docentami, uzyskując samodzielność naukową. W 2006 przeszedł na emeryturę. 1 października 2014 wyróżniony Złotym Medalem Uniwersytetu Wrocławskiego.  

## Życie prywatne
Żonaty z lwowianką, lekarką neonatologiem, a zarazem ordynatorem na oddziale noworodków w szpitalu we Wrocławiu Aliną z Burczaków. Od 1972 mieszkał w swoim domu wraz z żoną na stałe w Pstrążnej, obecnie części Kudowy-Zdroju.